# Гинзбург, Моисей Яковлевич
Моисе́й Я́ковлевич Ги́нзбург (23 мая [4 июня] 1892 или 4 июня 1892, Минск — 7 января 1946[…], Москва) — советский архитектор, практик, теоретик и один из лидеров конструктивизма.

## Биография

### Ранние годы
Родился в еврейской семье застройщика. Окончил Минское коммерческое училище, затем уехал за границу, где занимался в Парижской академии изящных искусств, Архитектурной школе Тулузы и Миланской академии художеств. В 1914 году вернулся в Россию и продолжил образование на архитектурном отделении Рижского политехнического института. В 1917 году получил диплом инженера-строителя. Приступил к первой работе — строительству особняка в Евпатории, в проекте которого заметен интерес зодчего к модерну. В 1917—1921 годах жил в Крыму, где изучал религиозное и светское зодчество крымских татар, в частности, мастера Омера. C 1921 года преподавал в МВТУ и во ВХУТЕМАСе, разрабатывал вопросы архитектурной композиции.

### Эпоха конструктивизма

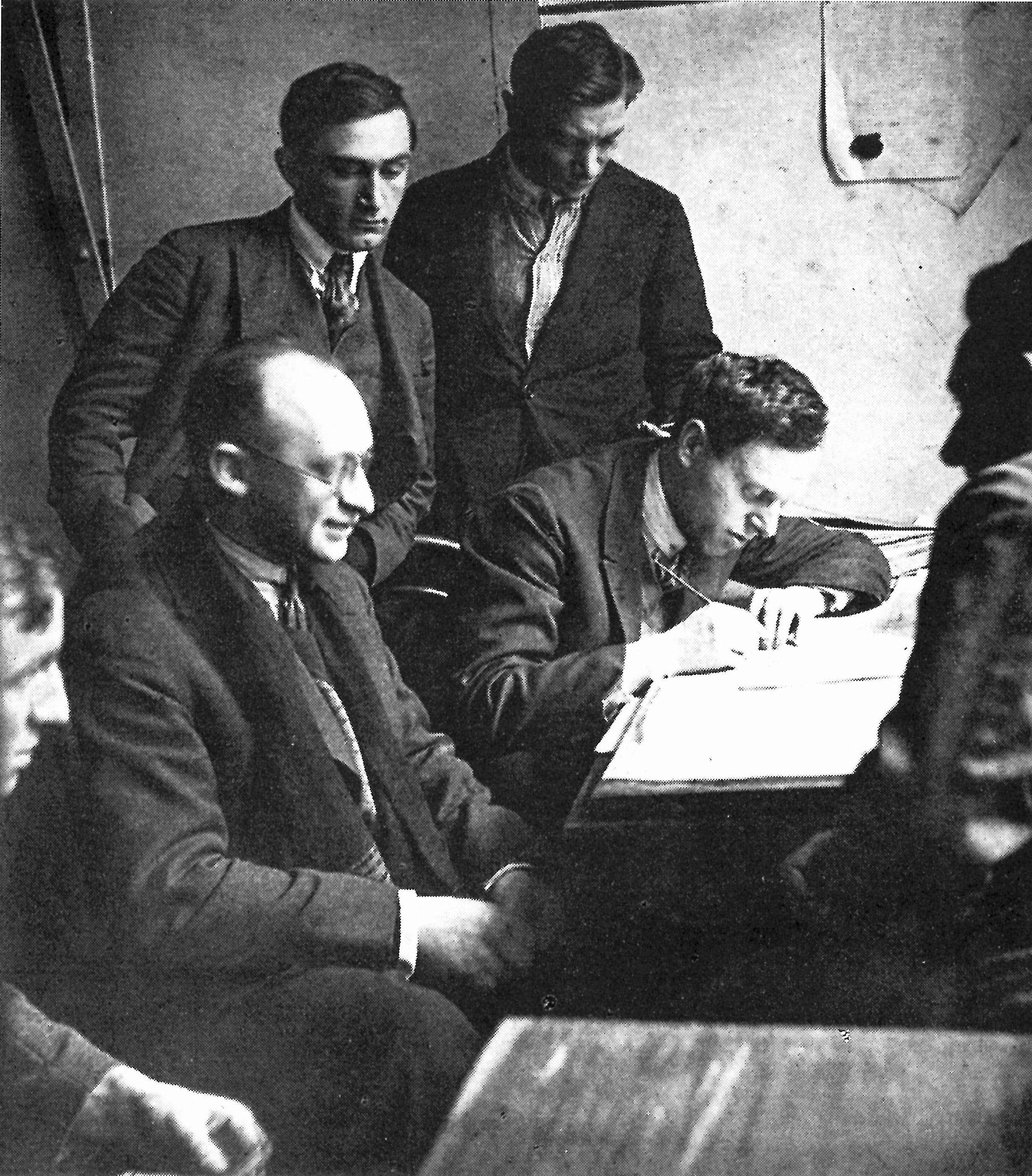
Члены Секции социалистического расселения Госплана РСФСР. Слева направо: К. Афанасьев, М. Гинзбург, Г. Савинов, А. Пастернак, М. Барщ, Н. Соколов. 1930.

В 1923 году опубликовал доклад «Ритм в архитектуре», а в 1924 — книгу «Стиль и эпоха». В ней прогнозировал пути развития современной архитектуры, её связи с техническим прогрессом и социальными изменениями. Эти работы во многом способствовали созданию теоретической основы конструктивизма, который вскоре оформился как самостоятельное архитектурное направление. В 1925 году стал одним из организаторов Объединения современных архитекторов (ОСА), в которое вошли ведущие конструктивисты. В 1930 году после вхождения ОСА в состав МОВАНО стал членом правления новой организации.
Одновременно с теоретической работой в первой половине 1920-х годов создал проекты Дворца труда, Дома текстилей, Крытого рынка, Дома Оргаметалла, Дома Русгерторга (все в Москве), Дома Советов в Махачкале, Дома правительства в Алма-Ате. Во второй половине 1920-х годов он занимался преимущественно проблемами жилья: построил жилой дом сотрудников Госстраха на Малой Бронной (1926—1927, совместно с Вячеславом Владимировым), жилой дом «переходного» типа для Наркомата финансов РСФСР (Наркомфина) с обобществлённым коммунально-бытовым обслуживанием на Новинском бульваре (1928—1932, совместно с И. Милинисом и инженером С. Л. Прохоровым). Гинзбург был инициатором создания секции типизации при Строительном комитете РСФСР (Стройкоме) и работал в ней со своими коллегами над проектами новых жилых ячеек, взятых за основу при создании шести жилых комплексов с обслуживанием в Москве (в их числе сохранившиеся Дом Наркомфина и общежитие Ватной фабрики), а также в Свердловске и Саратове.

### 1930—1940-е годы
На рубеже 1920—1930-х годов увлёкся идеями дезурбанизации и принял участие в проектировании Зелёного города — большого жилого района в предместьях Москвы. В начале 1930-х годов возглавлял группу проектировщиков, работавшую над проектом районной планировки Южного берега Крыма. По проекту Гинзбурга построен санаторий Наркомтяжпрома имени Серго Орджоникидзе в Кисловодске (1935—1937).
В годы Великой Отечественной войны возглавлял в Академии архитектуры сектор типизации и индустриализации строительства, а в 1943 спроектировал и построил жилой посёлок для горняков Подмосковного угольного бассейна. Одной из последних работ Гинзбурга стал проект восстановления Севастополя, разрушенного немецкими оккупационными войсками (1943—1944).

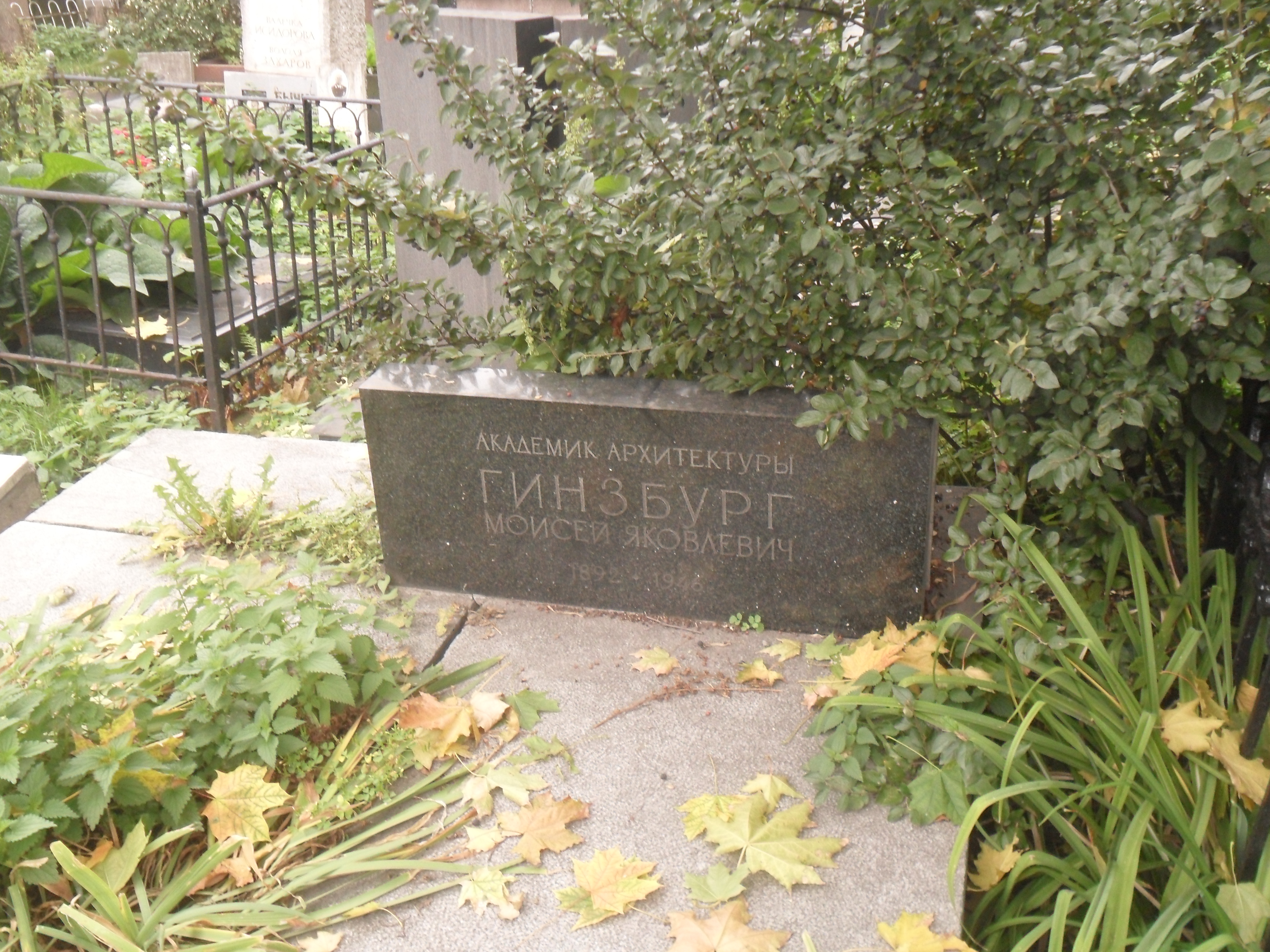
Могила Гинзбурга на Новодевичьем кладбище Москвы.

Скончался 7 января 1946 года. Похоронен в Москве на Новодевичьем кладбище.

## Редакторская деятельность
Под руководством Гинзбурга и Александра Веснина в 1926—1930 годах издавался журнал «Современная архитектура» (6 раз в год). В его создании принимали участие ведущие мастера эпохи авангарда и многие молодые советские архитекторы.
Являлся главным редактором 1-го тома издания «Всеобщая история архитектуры», вышедшего в 1944 году. Автор раздела «Архитектура Древней Мексики и Древнего Перу» и дополнений к разделу «Архитектура Ассирии и Нового Вавилона» в этом томе.

## Проекты и постройки
1917
- Дом Локшиных в Евпатории (совместно с Н. А. Копелиовичем)[сн 1]

1923
- Конкурсный проект Дворца труда в Москве (соавторы А. З. Гринберг и А. В. Власов), не осуществлён.
- Павильон Крыма на Всероссийской сельскохозяйственной и кустарно-промышленной выставке в Москве, не сохранился.

1924

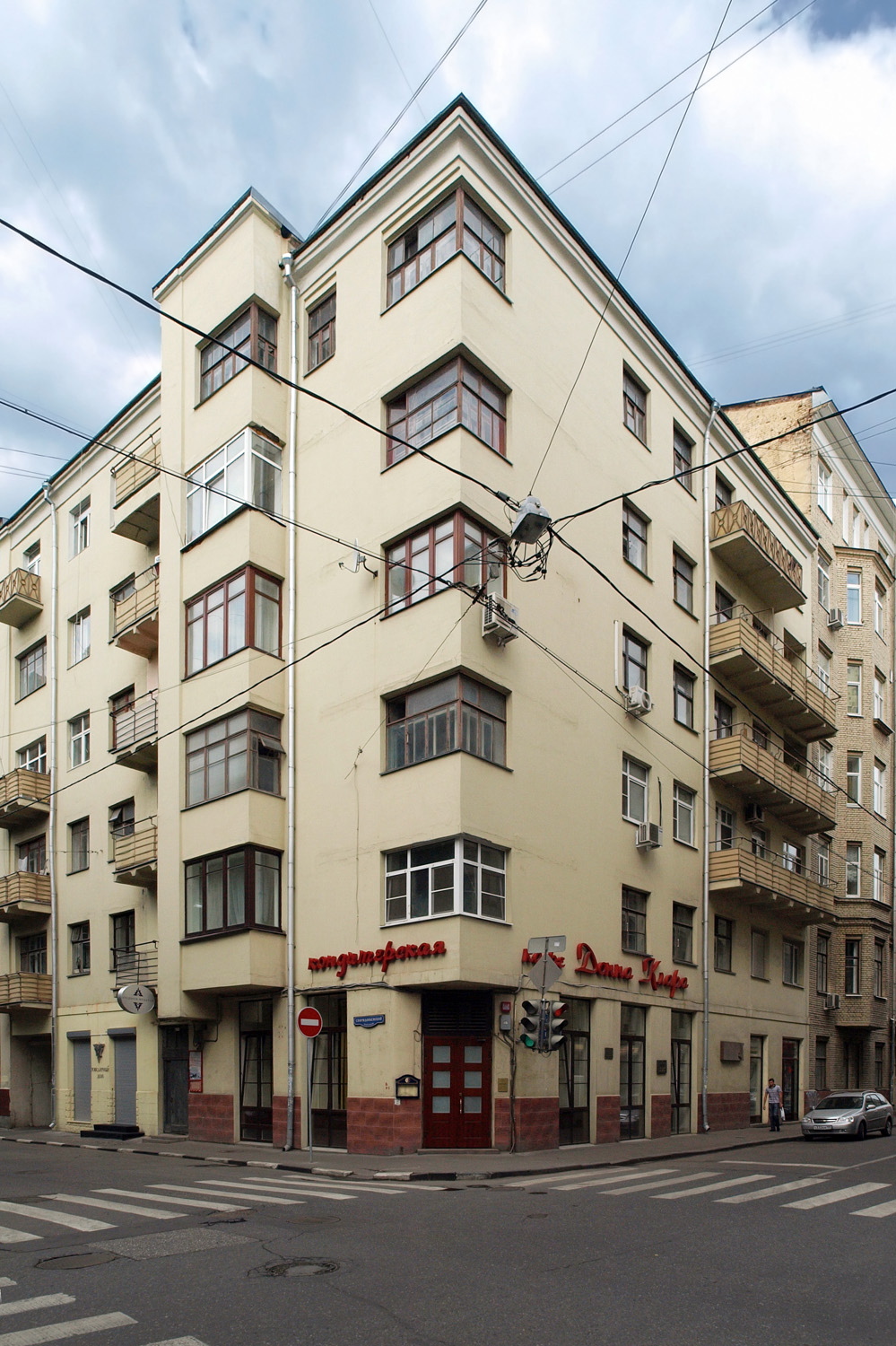
Жилой дом сотрудников Госстраха

- Конкурсный проект советского павильона на Всемирной выставке в Париже, 3 премия, не осуществлён.

1925
- Конкурсный проект Дома текстилей в Москве, премирован, не осуществлён.
- Конкурсный проект Института минерального сырья в Москве, первая премия, не осуществлён.
- Проект Дворца культуры в Иванове.

1926
- Жилой дом Госстраха в Москве (соавтор В. Н. Владимиров).
- Конкурсный проект Дома общества «Оргаметалл» в Москве.
- Конкурсный Проект Дома Русгерторга в Москве (соавторы В. Н. Владимиров и А. Л. Пастернак)
- Конкурсный проект Дворца Труда в Ростове, пятая премия.
- Конкурсный проект клуба для работников транспорта на 1500 человек, вторая премия.
- Конкурсный проект Белорусского государственного университета в Минске, премирован.
- Конкурсный проект Дворца труда в Екатеринославле (совместно с Б. А. Коршуновым).
- Конкурсный проект Дома Советов в Махачкале[9].
- Проект Смоленского рынка в Москве (при участии В. Н. Владимирова).

1927
- Конкурсный проект дома-коммуны (на конкурс ОСА);
- Конкурсный проект политехнического института им. Фрунзе в Иваново-Вознесенске.

1928

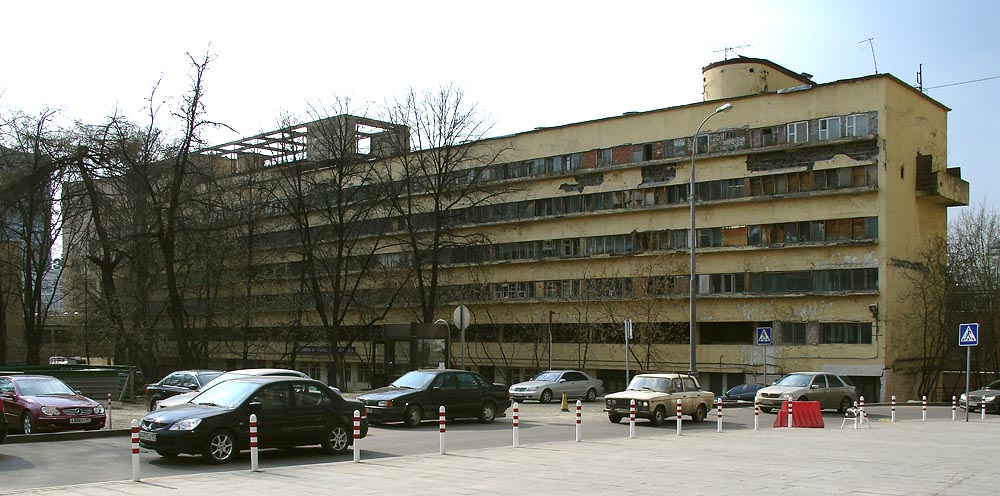
Дом Наркомфина на Новинском бульваре, фото 2007

- Жилые ячейки и дома, экспериментальные и типовые проекты (секция типизации Стройкома РСФСР).
- Проект жилого дома Наркомфина в Москве (совместно с И. Ф. Милинисом), осуществлён в 1928—1930 годах.
- Конкурсный проект Дома Совнаркома Казахской ССР в Алма-Ате (при участии И. Ф. Милиниса), первая премия, осуществлён в 1929—1931 годах.
- Жилой комбинат в Свердловске (совместно с А. Л. Пастернаком), осуществлён в 1927—1929 годах (улица Малышева, 21).
- Общежитие рабочих ватной фабрики в Ростокине в Москве (совместно с С. А. Лисагором), осуществлён в 1928—1931 годах (проспект Мира, 186).
- Проект Республиканской больницы на 450 коек в Махачкале (совместно с А. З. Гринбергом).

1929
- проект здания Управления Турксиба в Алма-Ате (соавтор И. Милинис[источник не указан 3814 дней]), осуществлён в 1929—1934 годах.
- Проект второй очереди строительства жилого дома Наркомфина (совместно с Г. А. Зундблатом).
- Жилые дома из стандартных элементов на базе использования местных материалов, экспериментальные и типовые проекты.
- Конкурсный проект здания Госбанка в Новосибирске.

1930

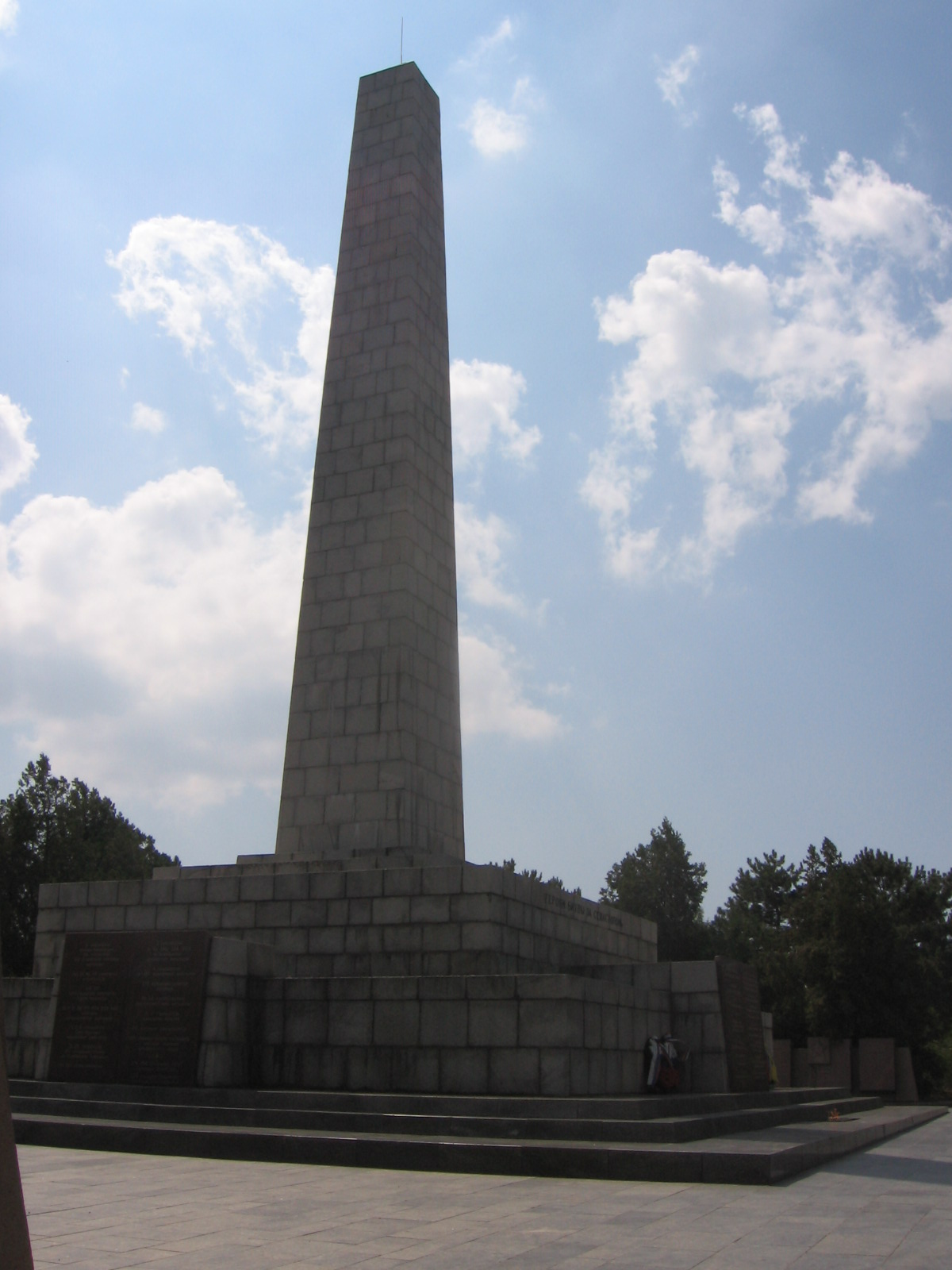
Памятник-обелиск на Сапун-горе в Севастополе

- Проект Профтехкомбината Челябтракторстроя в Челябинске
- Конкурсный проект «Зелёного Города» под Москвой (совместно с М. О. Барщем).
- Проект Центрального института использования труда инженеров в Москве[источник не указан 3814 дней].
- Проект Центрального Дома Сберкассы в Москве[источник не указан 3814 дней].

1931
- Конкурсный проект Большого синтетического театра в Свердловске, первая премия.
- Дома института инвалидов в Москве.
- Конкурсный проект Центрального парка культуры и отдыха в Москве.
- Районная планировка Черниковского промышленного района в Уфе (руководитель коллектива архитекторов), частично реализован.
- Проекты каркасно-соломитовых жилых домов для Черниковского района.

1932
- Конкурсный проект Дворца Советов в Москве (Соавторы Г. Гассенпфлуг и С. А. Лисагор)

1933
- Конкурсный проект театра музыкальной драмы имени Немировича-Данченко в Москве (соавтор Г. Гассенпфлуг).
- Проект дорожных сооружений автомагистрали Москва-Донбасс (руководитель коллектива архитекторов).
- Проект Дома советских организаций в Днепропетровске (соавторы А. А. и В. А. Веснины).
- Проект районной планировки Южного берега Крыма (руководитель коллектива проектировщиков), принят за основу реконструкции.
- Проект клуба работников Сталинской железной дороги в Днепропетровске[источник не указан 3814 дней].

1934
- Конкурсный проект Дома Наркомтяжпрома на Красной площади в Москве (соавтор С. Лисагор).
- Проект застройки Котельнической и Гончарной набережных в Москве (соавторы А. А. и В. А. Веснины).
- Проект Дома ЦИТИН в Москве.

1935
- Проект парка культуры и отдыха на горе Давида в Тбилиси (при участии А. Воробьёва и М. Комарова).
- Проект санатория Народного комиссариата тяжелой промышленности им. Орджоникидзе в Кисловодске (во главе коллектива авторов), осуществлён в 1935—1937 годах.
- Проект застройки района Красного Камня в Н.Тагиле (соавторы Л. С. Славина и И. И. Вильям), частично осуществлён.

1936
- Конкурсный проект Советского павильона на Всемирной выставке в Париже.
- Конкурсный проект комбината газеты «Известия» в Москве (соавторы А. Гражданкин, Ф. Яловкин, Ф. Михайловский).
- Генеральный проект планировки района Ялта—Мисхор—Алупка (руководитель коллектива архитекторов).
- Планировка курортного района Адел-су (руководитель коллектива проектировщиков)
- Типовые проекты жилых домов Народного комиссариата тяжелой промышленности (НКТП)[источник не указан 3814 дней].

1937
- Шестиэтажный дом улучшенного типа, типовой проект.
- Одноквартирный жилой дом улучшенного типа, типовой проект;
- Проект пионерского лагеря «Артек» (совместно с И. И. Леонидовым, при участии Л. С. Богданова и М. Н. Чалого).

1939
- Проект павильона Наркомата авиационной промышленности на ВСХВ в Москве[источник не указан 3814 дней].
- Проект дома отдыха Наркомцвета в Горюшках под Москвой (соавтор Ф. Михайловский)[источник не указан 3814 дней].

1940
- Проект санатория в Мисхоре (соавтор Ф. Михайловский).
- Проект аэропорта в Москве[источник не указан 3814 дней].
- Проект жилого дома Наркомата авиационной промышленности в Москве (соавтор Ф. Михайловский)[источник не указан 3814 дней].
- Проект застройки Красноворотной площади и жилого дома в Москве[источник не указан 3814 дней].
- Проект дома мастеров эстрады на улице Горького в Москве (соавтор Ф. Михайловский). Осуществлён в 1949 году[источник не указан 3814 дней].

1941
- Проект памятника, посвященного освобождению области от белых в Ворошиловске, принят к реализации.

1942
- Одно- и двухэтажные дома трёх типов (руководитель коллектива архитекторов), типовые проекты.

1943
- Проект здания «Оборона Севастополя в Великой Отечественной войне».
- Проект посёлка для горняков Подмосковного угольного бассейна, осуществлён[источник не указан 3814 дней].
- Малоэтажные дома для южных районов, серия типовых проектов.

1944
- Памятник-обелиск на Сапун-горе в Севастополе (совместно с А. Д. Киселёвым).
- Памятник-обелиск на горе Митридат в Керчи (совместно с А. Д. Киселёвым).
- Проект памятника на мысе Херсонес.
- Генеральный план восстановления Севастополя.
- Проект планировки городов Южного Берега Крыма.

1945
- Санаторий в Нижней Ореанде (совместно с Ф. И. Михайловским)[10].
- Санаторий «горные вершины» в Кисловодске (совместно с Н. А. Полюдовым).
- Проект Музея Ленина в Баку на площади Петрова.

## Память
- В 2016 году в Москве появилась улица Архитектора Гинзбурга.

### Сноски
1. ↑  Здесь и далее проекты и постройки даны по С. О. Хан-Магомедову, с необходимыми дополнениями и уточнениями[8].